# Edward Mildred
Edward Mildred (Northampton, 10 aprile 2003) è un nuotatore britannico.

## Palmarès
- Europei

Roma 2022: bronzo nella 4x100m sl.
- Europei in vasca corta

Otopeni 2023: argento nella 4x50m misti.
- Giochi del Commonwealth

Birmingham 2022: argento nella 4x100m sl e nella 4x100m sl mista; bronzo nella 4x100m misti mista.
- Europei U23

Dublino 2023: oro nei 100m sl, argento nella 4x100m sl mista, bronzo nei 100m farfalla.
- Europei giovanili

Kazan' 2019: bronzo nella 4x100m sl.
Roma 2021: argento nei 100m sl e nella 4x100m misti mista; bronzo nei 100m farfalla.
- EYOF

Baku 2019: oro nei 200m sl, nella 4x100m sl e nella 4x100m sl mista; argento nei 200m farfalla, nella 4x100m misti e nella 4x100m misti mista.